# Мате Јерковић
Мате Јерковић (Ново Село, код Сиска, 19. фебруар 1915 — Београд, 17. јун 1980) био је учесник Народноослободилачке борбе, адмирал ЈНА и народни херој Југославије.

## Биографија
Рођен је 19. фебруара 1915. године у Новом Селу, код Сиска. Потиче из сиромашне сељачке породице, која је имала 11 деце. Основну школу је изучио у селу Парчану. Због сиромаштва своје породице, у гимназију је кренуо тек три године касније, после очеве смрти. Док је учио гимназију у Сиску, морао је да подучава децу из богатијих породица, да би обезбедио средства за школовање. Године 1937. после завршене гимназије, уписао се на Природно-математички факултет, али га је, после првог семестра, морао напустити и уписати Правни, јер није имао средстава за становање у Загребу.
Револуционарну активност је започео у студентском клубу „Браћа Радић“ у Сиску, а истовремено је био укључен и у студентски покрет на Загребачком свеучилишту. Између треће и четврте године студија, отишао је на одслужење војног рока. У војсци је завршио Школу резервних официра, у Горажду, и као први у класи, добио чин резервног потпоручника.
У краткотрајном Априлском рату, 1941. године, Мате Јерковић је био командир вода у 89. резервном пешадијском пуку. После разбијања пука на простору Вировитице, избегао је заробљавање и довео цео свој вод на Банију. После повратка у родно село, био је веома активан у окупљању омладине у антифашистички покрет. Јула 1941. године позван је у домобране у Сисак. Ту је, по директиви Месне организације КП Хрватске и Фрање Огулинца Сеље, с групом симпатизера Народноослободилачког покрета (НОП), извлачио оружје и други материјал из касарне и пребацивао га у Сисачки партизански одред.
После два месеца, отпуштен је из домобрана, због настављања студија. Поред учења, радио је на прикупљању материјалне и друге помоћи за партизане. Због своје изразите активности, секретар Среског комитета КПХ за Петрињу, Урош Крунић, га је примио, фебруара 1942. године, у чланство Комунистичке партије Југославије (КПЈ) и поставио за секретара новоформиране партијске ћелије у Новом Селу.
Марта 1942. године Мате је дипломирао, и убрзо је поново позван у домобранство. У договору са Урошем Крунићем, одлучено је да се јави на позив и после „преда“ партизанима. Примивши вод на једној станици на прузи Маја–Влаховић, почео је да припрема домобране за предају. У споразуму с Јожом Хорватом, политичким комесаром Првог батаљона Банијског партизанског одреда, Јерковић је организовао ноћни напад на домобрански вод, и 6. маја 1942. године, с 33 домобрана и целим наоружањем, прешао у партизане. 
У почетку, Мате је био борац, а месец дана касније постављен је за оперативног официра Првог батаљона Банијског партизанског одреда. Крајем јула, постао је командант Петог батаљона. На челу ове јединице прешао је многе борбе на Банији, у Славонији, Мославини и Билогори. Мате је 10. октобра 1942. године постављен за команданта Калничког партизанског одреда. Овај одред очистио је, у рејону Калника, велики број непријатељских упоришта, а после тога пошао је у Хрватско загорје, продирући до Загребачке горе и Сљемена.
Крајем 1942. године, Мате Јерковић је постао заменик команданта Четврте крајишке дивизије. На тој дужности прошао је многе борбе у Славонији, Подравини, Мославини и Билогори. Маја 1943. постављен је за начелника Штаба Шестог корпуса, а у новембру за шефа Оперативног штаба Хрватске. Фебруара 1944. године поново је начелник Штаба, а од априла командант Шестог славонског корпуса. Јануара 1945. године, Мате је постао заменик команданта Треће армије, а од марта командант Десетог загребачког корпуса. У последњој немачкој офанзиви између Саве и Драве, јединице овог корпуса су у непрекидним борбама нанеле непријатељу велике губитке и наставиле гоњење према Загребу.
После ослобођења Југославије, Мате Јерковић је био начелник Штаба Пете армије, а после завршетка Више војне академије „Ворошилов“ у Совјетском Савезу, командант Друге армије. У чин генерал-мајора унапређен је 8. фебруара 1945, у чин генерал-лајтнанта 16. децембра 1947. године. Преведен у морнарицу са чином вице-адмирала. У чин адмирала унапређен је 22. децембра 1956. године. Од јуна 1950. до 1962. године био је командант Југословенске ратне морнарице, па помоћник Државног секретара за послове народне одбране за Ратну морнарицу, до септембра 1970. године. Био је дугогодишњи члан  Опуномоћства ЦК СКЈ за ЈНА. Пензионисан је 1975. године у чину адмирала ЈНА.
Преминуо је 17. јуна 1980. у Београду. Сахрањен је у Алеји заслужних грађана на Новом гробљу у Београду.

## Књиге и одликовања
Носилац је Партизанске споменице 1941. и других југословенских одликовања, међу којима су — Орден ратне заставе, Орден партизанске звезде са златним венцем, Орден заслуга за народ са златном звездом, Орден братства и јединства са златним венцем и два Ордена за храброст. Орденом народног хероја одликован је 20. децембра 1951. године.
Написао је књиге:
- Борбе у Славонији за време Четврте и Пете офанзиве
- Четири пролетера
- Двадесет година развитка ратне морнарице

## Галерија
- Штаб Шестог славонског корпуса
- Партизанска споменица 1941.
- Орден народног хероја